# Neoescolástica en Ecuador

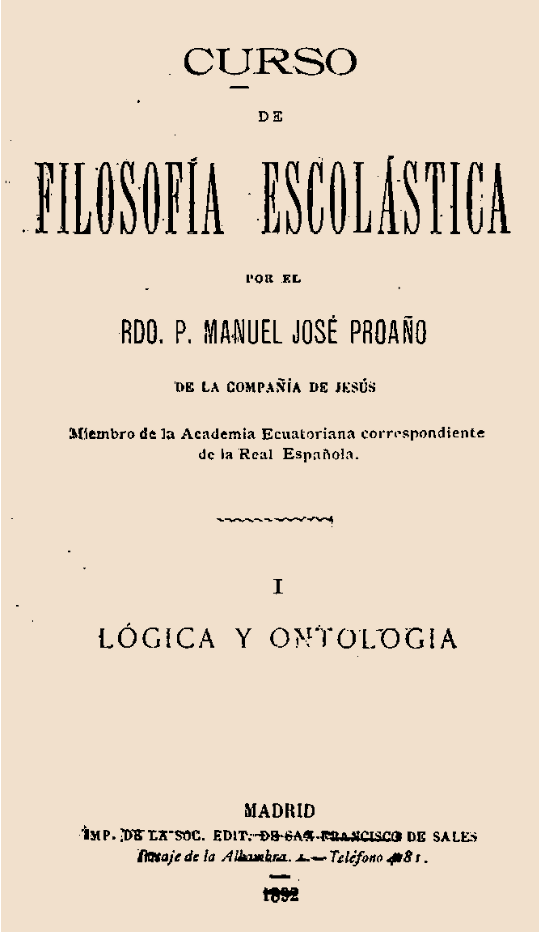
Primer tomo del libro "Curso de Filosofía Escolástica" por Manuel J. Proaño.

La neoescolástica en Ecuador inició a partir del retorno de los jesuitas después de su expulsión durante el gobierno de José María Urbina y tuvo una importante influencia en el desarrollo de la filosofía y ciencia en dicho país, como una medida para el impulso de la educación durante la época garciana. Con la fundación del a Escuela Politécnica se llevó a cabo la llegada de jesuitas europeos como Joseph Kolberg, Joseph Epping, Luis Dressel, Emilio Mullendorff y Armando Wenzel quienes impulsaron la educación y la ciencia. Estos científicos introdujeron conocimientos avanzados en matemáticas, física, química, geología y mecánica, y dejaron un legado de textos y estudios que sentaron las bases para el desarrollo científico del país. Tras la muerte de García Moreno y la disolución de la Politécnica, la mayoría de científicos salieron de Ecuador, quedando Juan Bautista Menten, Franz Theodor Wolf y Luis Sodiro solamente. Sin embargo su labor, fue destacado en astronomía, geología y botánica, respectivamente. Además, se deben destacar figuras ecuatorianas como Manuel J. Proaño y Julio Matovelle quienes influyeron decisivamente en la filosofía y política, defendiendo el neotomismo y el tradicionalismo católico. Por su parte Miguel Febres Cordero destacó en lingüística y pedagogía, mientras que Federico González Suárez sentó las bases de la historiografía y arqueología ecuatorianas.

## Inicios de la neoescolástica en Ecuador

### La fundación de la Escuela Politécnica Nacional

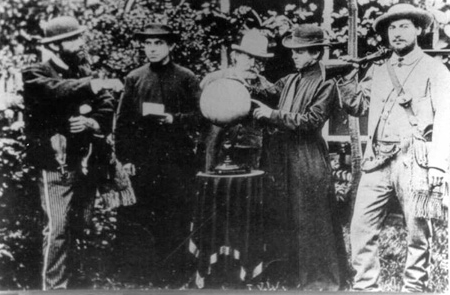
Fundadores de la Escuela Politécnica Nacional, 5 de junio de 1869.

Durante la época garciana para la fundación de la Escuela politécnica nacional se contó con la colaboración de varios jesuitas entre los que destacan: Joseph Kolberg, Joseph Epping, Ludwig Dressel, Emili Mullendorff, Armando Wenzel, Luis Sodiro, Theodor Wolf y Juan Bautista Menten. De ellos, salvo los tres últimos el resto se irían a otros países después del fin del gobierno de García Moreno, que terminaría con su muerte, todos tendrían un aporte importante para mejorar el ámbito científico en Ecuador.
Joseph Kolberg por ejemplo, fue un jesuita alemán del siglo XIX, destacado por su labor como matemático y geógrafo. Su trayectoria académica lo llevó a enseñar en prestigiosas instituciones jesuitas en Alemania, antes de responder a una llamada para contribuir al desarrollo educativo en Ecuador. En Ecuador, Kolberg asumió el desafío de enseñar física y matemáticas avanzadas en la naciente Escuela Politécnica Nacional de Quito. Su dedicación a la educación se reflejó en la publicación de un libro de texto de aritmética en español, aunque otros proyectos sobre ingeniería ferroviaria y geotecnia quedaron inconclusos debido a la inestabilidad política del país. Asimismo sería importante para las matemáticas el alemán Joseph Epping, quien se unió a la Compañía de Jesús antes de finalizar sus estudios en filosofía y matemáticas. Su carrera lo llevó a enseñar matemáticas en el colegio de María Laach y, posteriormente, en la Escuela Politécnica de Ecuador, donde impartió matemáticas y mecánica teórica. Sus conocimientos quedaron plasmados en textos como "Geometría plana y del espacio", "Análisis Algebraico" y "Mecánica teórica". Continuando con las contribuciones en la mátimática se debe destacar a Emilio Mullendorff, nacido en Luxemburgo en 1838, fue un jesuita destacado por su habilidad en mecánica teórica y práctica. Su formación académica lo llevó a enseñar matemáticas y maquinaria en Ecuador, específicamente en la Escuela Militar y la Politécnica, donde dejó un tratado sobre construcción de máquinas. Tras su regreso a Europa debido a problemas de salud, Mullendorff continuó su labor docente en la misma área de conocimiento. Sin embargo, la pérdida de audición lo obligó a abandonar la enseñanza. En sus últimos años, ejerció como censor de publicaciones de la provincia alemana de la Compañía de Jesús, sin abandonar sus estudios de mecánica.

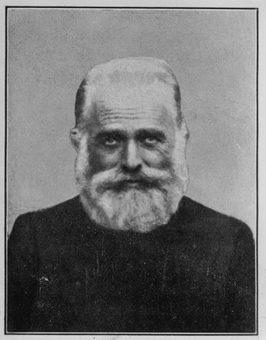
Ludwig Dressel

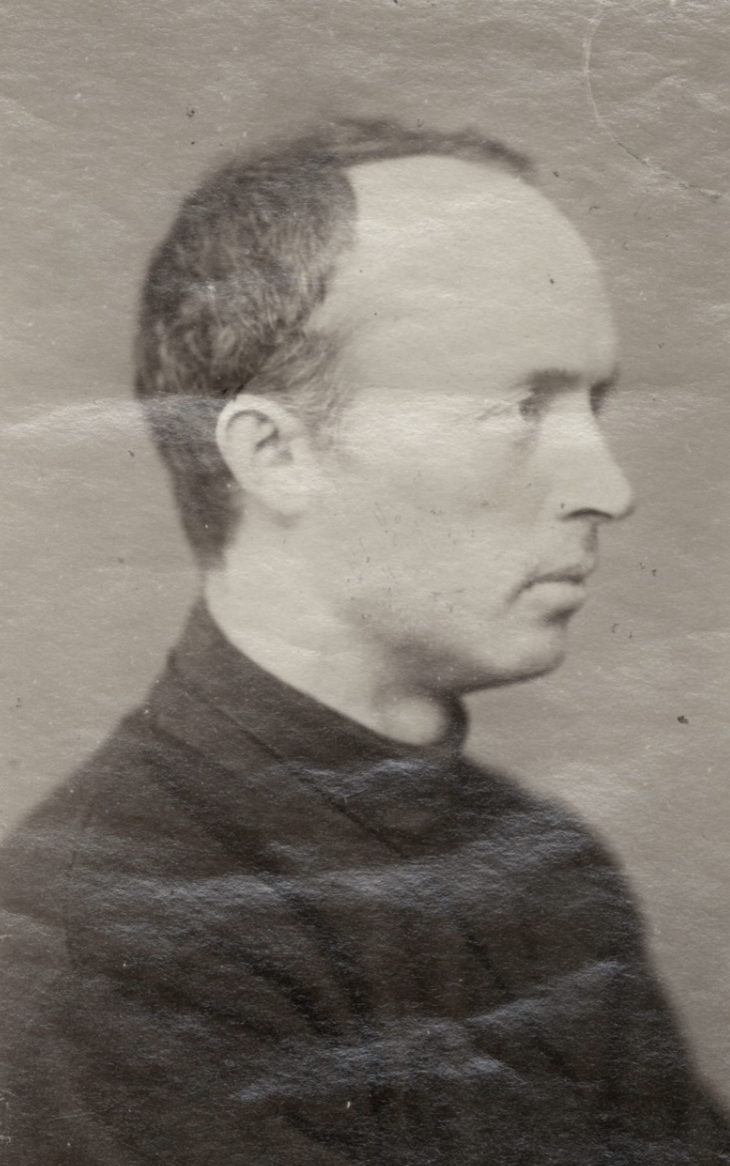
Armando Wenzel

En el caso de la geología se debe destacar a Ludwig Dressel, nacido en Alemania en 1840, quien fuera un importante químico y geólogo y que destacó por su contribución a la ciencia en Ecuador. Su formación científica en la Universidad de Bonn, con maestros como August Kekulé, le permitió introducir las modernas teorías químicas en la Escuela Politécnica de Quito, donde impartió clases y realizó investigaciones. Dressel no solo se dedicó a la enseñanza, sino que también publicó importantes trabajos científicos. Sus investigaciones geológicas sobre las formaciones basálticas del Rin y su tratado sobre los volcanes de la región de Laacher fueron reconocidos por la comunidad científica europea. En Ecuador, sus estudios sobre aguas minerales y petróleo, así como su labor divulgativa, dejaron una huella imborrable. Por otro lado en la lingüística se debe mencionar a Armando Wenzel, nacido en Alemania en 1837, y quien fuera un jesuita y políglota que destacó por su labor educativa en Ecuador. Impartió clases de mecánica e idiomas en la Escuela Politécnica y el Colegio Nacional de Quito, así como matemáticas, francés e historia natural en el Colegio de Guayaquil. 
El abandono de Ecuador por parte de los Jesuitas se daría de manera distinta en cada uno. Por ejemplo, tras su regreso a Europa, Kolberg continuó su labor educativa y científica en Feldkirch, Austria. Sus escritos sobre geografía y geología, así como sus contribuciones a la revista "Stimmen aus Maria Laach" fueron importantes en esta época. Por otro lado, tras el cierre de la Politécnica, Epping regresó a Europa y continuó su labor docente en Holanda, enseñando matemáticas y astronomía a jesuitas. Durante este periodo, también se dedicó a la investigación y publicación de artículos sobre astronomía asiria y babilónica, así como a su obra principal, "Kreislauf in Kosmos" (Evolución en el Mundo). La influencia de Epping trascendió sus propias obras, como se evidencia en el reconocimiento que le otorgó el Padre Daniel Quijano en su "Tratado de aritmética elemental". Epping falleció en Holanda en 1894, dejando un legado significativo en el ámbito de las matemáticas y la astronomía. Además, el jesuita Dressel debió regresar a Europa en 1876. Allí continuó su carrera docente y científica, especializándose en electricidad y vulcanología. Asimismo. Mullendorff falleció en Holanda en 1911, dejando un legado como un experto en mecánica y un dedicado educador. Por último, tras la salida de los jesuitas del Colegio de Guayaquil, Wenzel se trasladó a San Francisco, California, donde continuó su carrera como profesor de física y química. Un trágico accidente durante una de sus clases, en la que una retorta explotó, le causó la pérdida de un ojo y daño significativo en el otro.

### Menten, Sodiro y Wolf

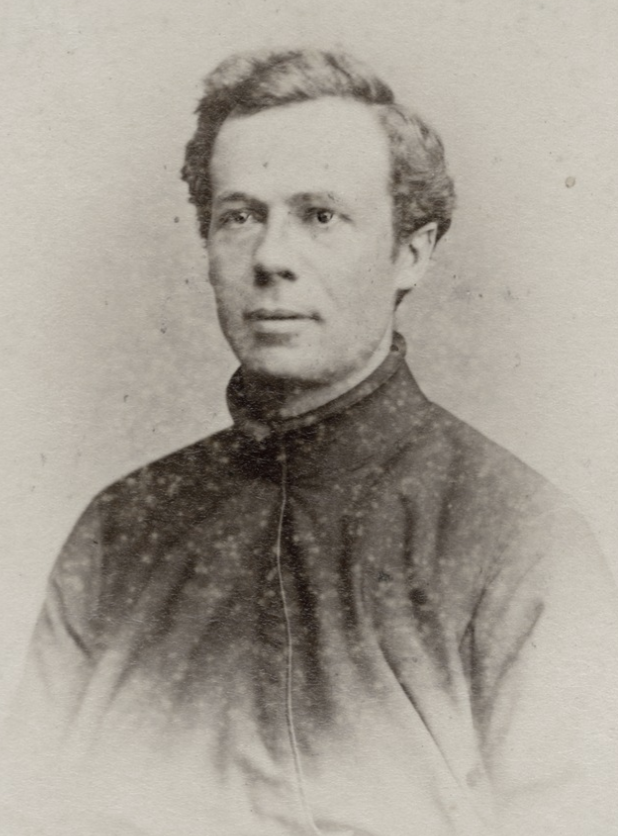
Juan Bautista Menten

Con el asesinato de Gabriel García Moreno y el cambio de gobierno, la Escuela Politécnica sería disuelta y muchos de los jesuitas que habían llegado se regresaron ya sea a Europa o a otros países de la región. Con excepción de Menten, Sodiro y Wolf que continuarían con sus investigaciones en Ecuador, a lo que se sumarían más religiosos de origen ecuatoriano que destacarían durante la segunda mitad del siglo XIX durante la época progresista y los inicios de la revolución liberal.
Empezando por Juan Bautista Menten, nacido en Alemania en 1838, fue un astrónomo y profesor que destacó por su importante labor en Ecuador. Inició sus estudios en su ciudad natal y posteriormente se formó en diversas instituciones, incluyendo la Universidad de Bonn, donde estudió astronomía bajo la tutela del célebre Friedrich Argelander, y Roma, donde colaboró con el reconocido jesuita y astrónomo Angelo Secchi. En 1870, Menten fue designado a Quito como decano y director de la Facultad de Ciencias de la Escuela Politécnica Nacional, gracias a la iniciativa del presidente Gabriel García Moreno, quien buscaba impulsar la educación y el desarrollo científico en el país. Menten impartió clases de astronomía, geodesia, hidrotecnia y alemán, demostrando su amplio conocimiento en diversas áreas. Además, fue el primer director del Observatorio Astronómico de Quito, supervisando su construcción y convirtiéndolo en un importante centro de investigación científica. Durante su estancia en Ecuador, Menten realizó importantes contribuciones a la ciencia y la educación. Publicó diversos estudios astronómicos, textos de trigonometría y logaritmos, y un informe sobre el camino de Manabí. También escribió la "Historia y descripción del Observatorio Astronómico de Quito" y realizó estudios sobre el mapa del Ecuador y el paso de Venus. Menten, junto a otros científicos como Theodor Wolf y Luis Sodiro, dejó un legado significativo en la historia científica de Ecuador. Sus últimos años los vivió en Colombia.

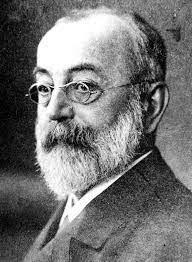
Franz Theodor Wolf

Por otro lado en la geología el jesuita Franz Theodor Wolf jugó un papel importante. Por su educación Wolf fue un geólogo y botánico, que destacó por sus investigaciones científicas en las Islas Galápagos, donde una isla y el volcán más alto llevan su nombre en su honor. Wolf formó parte de la Compañía de Jesús, pero renunció en 1874 debido a sus dudas sobre el dogmatismo del catolicismo y los límites que la religión imponía a la ciencia, especialmente al darwinismo. Wolf fue un científico prolífico que exploró diversas partes del mundo y realizó importantes contribuciones a la geología y la botánica. Fue profesor de Geología y Mineralogía en la Escuela Politécnica Nacional de Quito desde su fundación en 1870, donde compartió conocimientos con otros científicos destacados como Luis Sodiro y Juan Bautista Menten. Su estancia en Ecuador se vio interrumpida por su renuncia a la orden religiosa y por problemas de financiamiento en la universidad tras la muerte del presidente Gabriel García Moreno. A pesar de las dificultades, Wolf continuó sus investigaciones y fue nombrado "geólogo oficial de Ecuador" en 1875. Sus estudios sobre las Islas Galápagos fueron especialmente relevantes, y publicó varios artículos sobre el archipiélago. Wolf regresó a Alemania a los cincuenta años y pasó el resto de su vida en Dresde, donde falleció en 1924. Su legado científico perdura en las numerosas especies animales y vegetales que llevan su nombre.

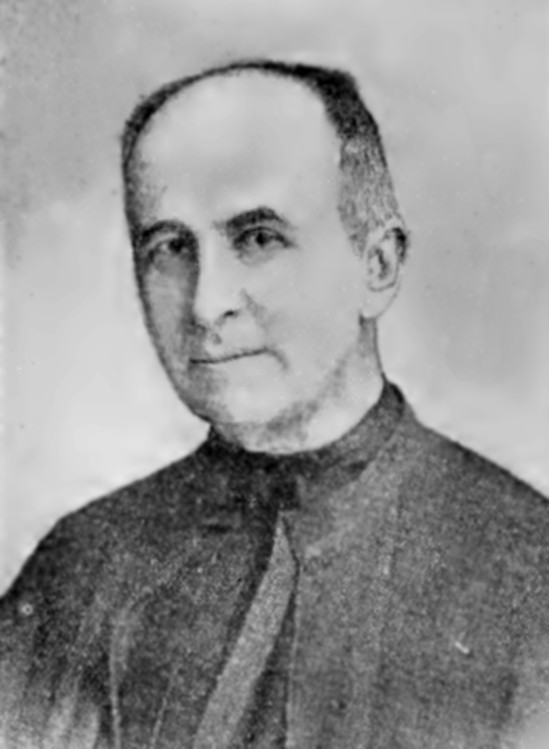
Luis Sodiro

Por último, de suma importancia el trabajo de Luis Sodiro, un religioso y botánico italiano, llegó a Ecuador en 1870 como parte de un grupo de jesuitas traídos por García Moreno para impulsar la ciencia en el país. Sodiro se dedicó a la recolección y clasificación de plantas, especialmente en los alrededores de Quito, y se convirtió en una figura clave de la "edad de oro de la botánica ecuatoriana". Su trabajo sentó las bases para el conocimiento de la flora ecuatoriana. Sodiro fue profesor en la Escuela Politécnica Nacional y en la Universidad Central de Quito, donde compartió sus conocimientos y formó a futuras generaciones de científicos. A lo largo de su carrera, recolectó y catalogó miles de especímenes, los cuales donó a la Universidad Central y al herbario del colegio San Gabriel. Su trabajo se basó en la clasificación de Augustin Pyrame de Candolle, y publicó numerosas monografías y artículos científicos en revistas de renombre. Además de su labor científica, Sodiro fue el primer director del Jardín Botánico de Quito y recibió el título de "Botánico de la Nación" en reconocimiento a sus contribuciones. Su conocimiento y filantropía lo convirtieron en una figura respetada en Ecuador, y su legado perdura en las numerosas especies de plantas que llevan su nombre.

### La filosofía y los cursos

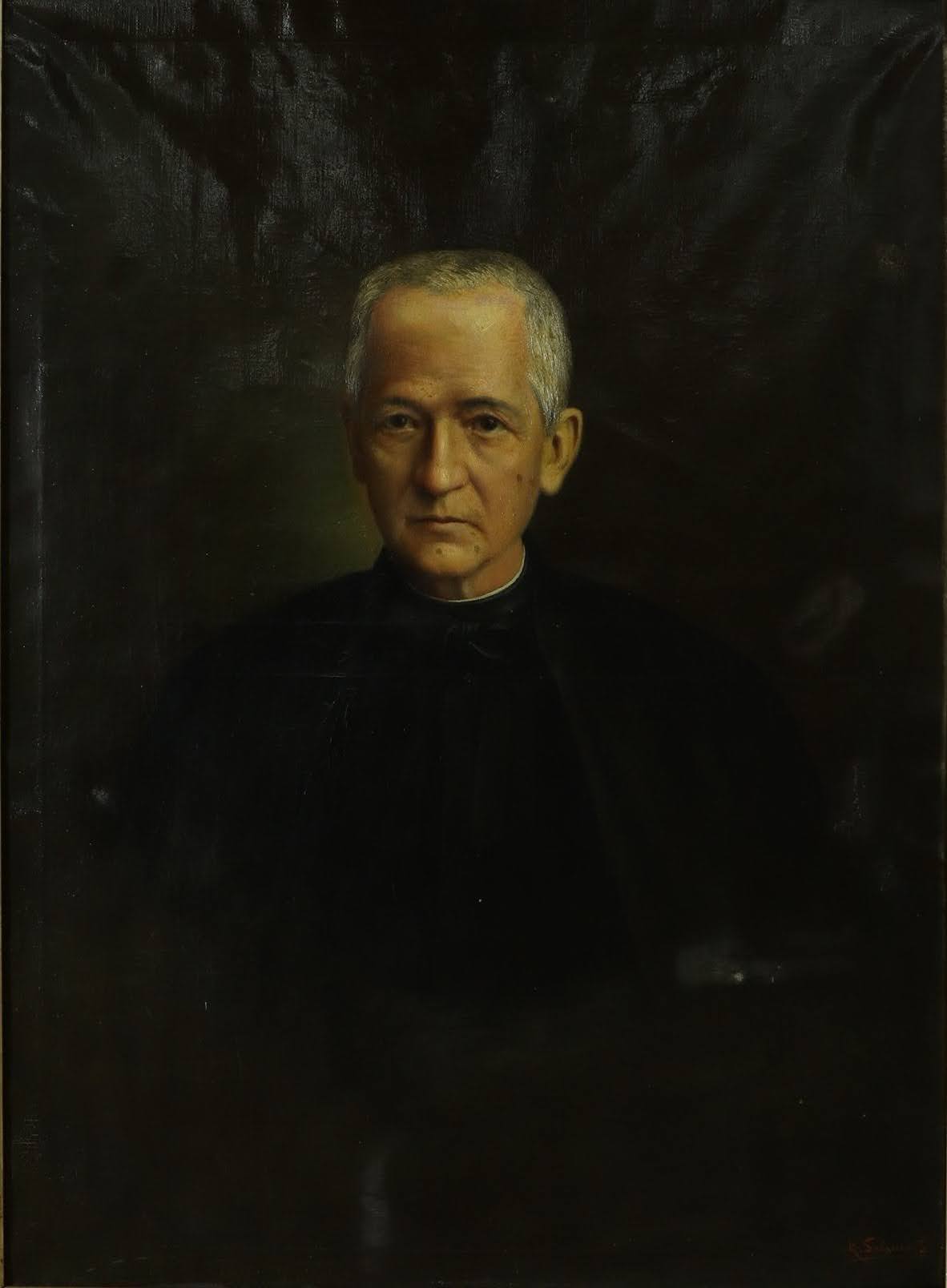
Manuel J. Proaño

Para el desarrollo de la filosofía escolástica serían importantes el padre Manuel J. Proaño y el padre Julio Matovelle. El primero fue un filósofo escolástico ecuatoriano del siglo XIX, defensor del gobierno ultramontano y la consagración de Ecuador al Sagrado Corazón. Su influencia fue notable en la política y la filosofía de su tiempo, defendiendo el catolicismo como religión oficial y desarrollando una metafísica basada en el derecho natural. Había sido el director espiritual de los Ejercicios espirituales ignacianos que practicaba García Moreno y de esta manera entrarían en contacto. Por otro lado, Julio Matovelle fue un sacerdote, abogado, poeta y escritor ecuatoriano con una destacada participación en la política de su país a finales del siglo XIX e inicios del siglo XX. Su labor fue fundamental en la firma del Concordato con la Santa Sede, que consagró Ecuador al Sagrado Corazón de Jesús, siguiendo el proyecto de Gabriel García Moreno.

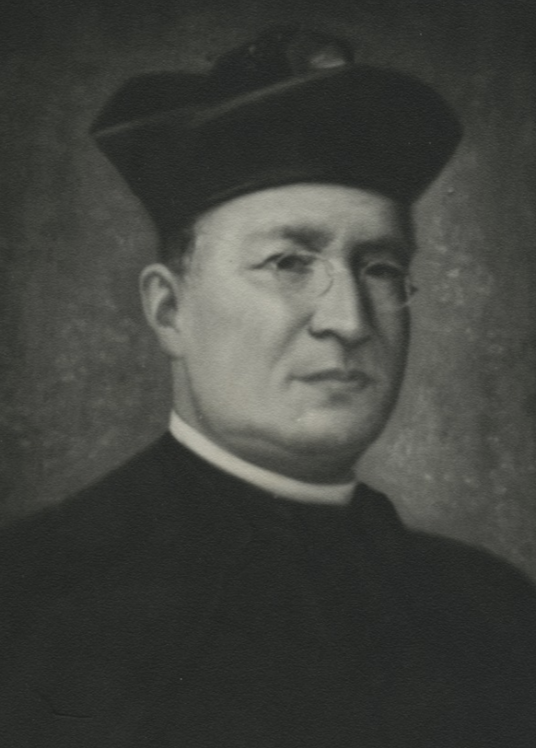
Julio Matovelle

La trayectoria de ambos fue importante, por ejemplo Proaño fue miembro destacado de la Academia Ecuatoriana de la Lengua, en sus años formativos estudio filosofía y derecho, pero su vida dio un giro al ingresar a la Compañía de Jesús. Su estancia en la orden se vio interrumpida por la expulsión de los jesuitas del país, lo que lo llevó al exilio en Guatemala, Perú y Bolivia, donde ejerció como profesor. Finalmente, se estableció en Bogotá, donde influyó en el pensamiento de Miguel Antonio Caro. Tras su ordenación sacerdotal, regresó a Ecuador durante el gobierno de Gabriel García Moreno, destacando como intelectual y orador. Durante el segundo mandato de García Moreno, Proaño promovió la consagración de Ecuador al Sagrado Corazón de Jesús, logrando que el Concilio Provincial Quitense la aprobara en 1873. Su influencia sobre el presidente fue significativa, y la consagración se oficializó en 1874, consolidando la identidad nacional y el proyecto político de García Moreno. Proaño también participó en la construcción de la Basílica del Voto Nacional. Por su parte, Matovelle fue un prolífico autor de filosofía política, defendiendo la consagración religiosa de la República y una visión ultramontana tradicional. En el ámbito religioso, fundó la orden de los Oblatos en Ecuador, quienes actualmente administran los principales templos católicos del país. Matovelle tuvo una infancia difícil, pero su interés por las humanidades, la literatura, la filosofía y el derecho lo llevó a ser un autodidacta. Ingresó al Seminario de Cuenca a los 10 años y se graduó como bachiller en 1871. Su carrera profesional incluyó la docencia en filosofía, economía política y derecho eclesiástico en el Colegio Nacional y el Seminario de Cuenca, donde escribió sus propios textos debido a su inconformidad con los existentes. En 1877, fundó la asociación "Acción Católica" del Ecuador y, más tarde, la revista religiosa "La República del Corazón de Jesús".
En los años siguientes al fin del garcianismo, Proaño continuó su labor doctrinal, publicando obras filosóficas y defendiendo el neotomismo frente a las nuevas corrientes filosóficas. Su sistema filosófico, desarrollado a lo largo de treinta años, fue utilizado para la enseñanza en Centroamérica, Colombia y Ecuador. A pesar de su influencia política, Proaño se retiró de la vida pública tras la Revolución Liberal de 1895, aunque siguió siendo una figura relevante en los círculos católicos conservadores. En cambio Matovelle continuó con el proyecto y lideró la construcción de los principales monumentos, la Basílica y el Panecillo.  Las ideas políticas de Matovelle estaban profundamente arraigadas en sus creencias religiosas, lo que lo convirtió en un destacado representante del tradicionalismo católico en Hispanoamérica. Defendió la idea de que la soberanía proviene de Dios y que la libertad civil nace de la Biblia. Su "Curso de ciencias políticas" refleja su adhesión a la escuela teológico-católica en el derecho público, donde analiza diversos sistemas de gobierno y se opone al federalismo. Matovelle también jugó un papel crucial en la consagración de Ecuador al Sagrado Corazón de Jesús y al Inmaculado Corazón de María, participando activamente en la firma del Concordato y en la construcción de la Basílica del Voto Nacional.

### La lingüística y la historia

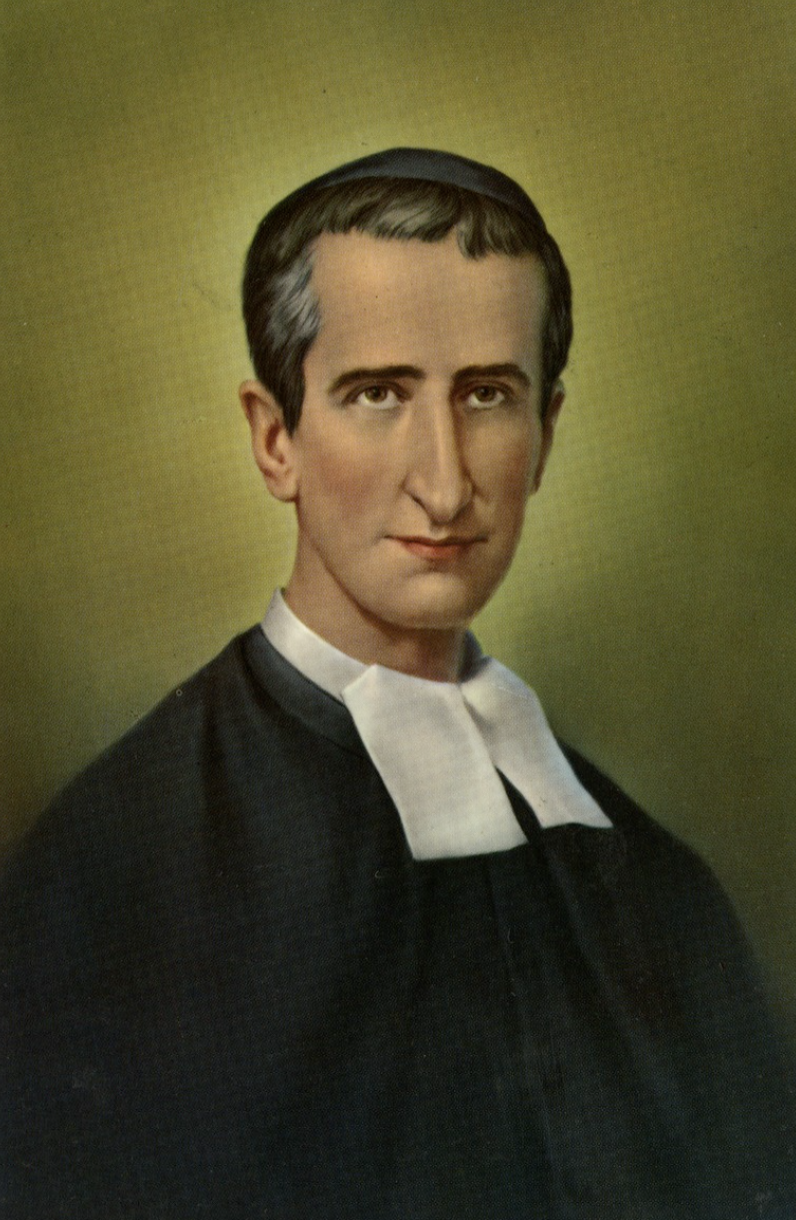
Francisco Febres Cordero

En el campo de la lingüística y la historia destacaron Francisco Febres-Cordero y Federico González Suárez, respectivamente. Febres-Cordero, conocido como Hermano Miguel, nació en Cuenca, en 1854. Dedicó su vida a la enseñanza, impartiendo clases a niños de todas las clases sociales. Su labor educativa fue notable, publicando numerosos libros de texto y adaptaciones de obras clásicas bajo el seudónimo de "Bruño". Su erudición y dedicación lo llevaron a ser admitido en academias de la lengua en varios países de Latinoamérica y Europa. Por otro lado, Federico González Suárez fue un destacado eclesiástico, político, historiador y arqueólogo ecuatoriano del siglo XIX y principios del siglo XX. Destacado por su talento político y su oratoria. González Suárez fue diputado y obispo, y desempeñó un papel crucial en la despolitización del clero ecuatoriano, aunque se mantuvo firme en su defensa de las doctrinas católicas. Fundó la Sociedad Ecuatoriana de Estudios Históricos Americanos, que más tarde se convertiría en la Academia Nacional de Historia del Ecuador.

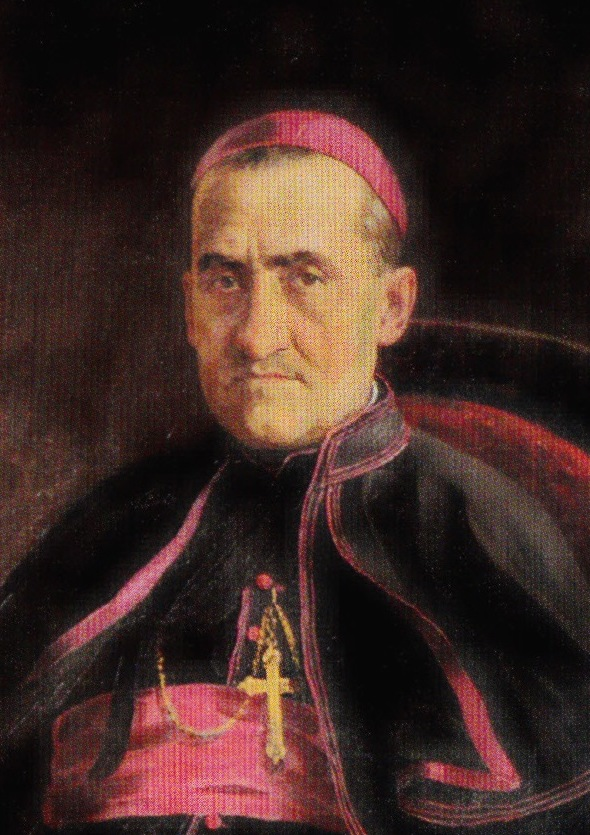
Federico González Suárez

La obra de ambos escritores es abundante, el Hermano Miguel, bajo el seudónimo de G.M. Bruño, dejó un legado literario extenso y diverso, compuesto por aproximadamente 73 textos. Su obra abarcó desde la gramática castellana hasta la física y la botánica, reflejando su profunda erudición y su dedicación a la enseñanza. Destacó especialmente en el campo de la gramática, donde desarrolló numerosos estudios metodológicos y pedagógicos, siendo su "Gramatiquilla infantil teórico-práctica de la lengua castellana" una de sus obras más populares. Su especialización en gramática se evidencia en la variedad de sus publicaciones, que incluyen desde compendios y epítomes hasta análisis teóricos y prácticos de la lengua castellana. Abordó aspectos como la ortología, la analogía, la sintaxis, la prosodia y la ortografía, creando obras como "Gramática verde" y "Gramática de pergamino". Estos textos, junto con su "Sintaxis para la segunda enseñanza" y "Prosodia, métrica y ortografía", demuestran su profundo conocimiento y su habilidad para transmitirlo de manera clara y efectiva. Además de sus estudios gramaticales, San Miguel Febres Cordero incursionó en otras áreas del conocimiento, publicando textos sobre lengua y literatura española, aritmética, geometría, contabilidad, logaritmos, física y botánica. Sus obras pedagógicas, como "Ortografía al dictado" y "Lecciones de lengua castellana. Curso superior", fueron ampliamente utilizadas en instituciones educativas de Sudamérica, consolidando su reputación como un educador y escritor prolífico y de gran influencia. Asimismo, González Suárez publicaría su obra cumbre, la "Historia General del Ecuador", que marcó un hito en la historiografía ecuatoriana, siendo la primera obra que abarcó el desarrollo histórico del país desde la época precolombina hasta la independencia. Además de su trabajo histórico, González Suárez realizó importantes contribuciones a la arqueología y la literatura ecuatorianas.  Sus estudios literarios, como "La Belleza literaria de la Biblia", son considerados importantes obras de crítica literaria. Además de sus roles como historiador y eclesiástico, González Suárez dejó una huella significativa en la política ecuatoriana. Su participación en la Convención de Ambato y su posterior labor como obispo y arzobispo le permitieron ejercer influencia en las decisiones políticas y sociales de la época.

## Características de la neoescolástica en Ecuador
El desarrollo de la escolástica en Ecuador durante el siglo XIX renovó la antigua escolástica colonial que se había preservado. Las investigaciones científicas realizadas por estos religiosos no se llevaron a cabo bajo el contexto de una filosofía positivista, que se desarrolló en Ecuador posteriormente y que se caracteriza por la crítica a la metafísica en general. El desarrollo de la ciencia en esta época funcionó bajo un contexto teológico que se llevaría a cabo en el contexto de una renovación de la escolástica, a través de la influencia de religiosos de otros países como Alemania e Italia, además de lo tradicional que funcionaba con religiosos ecuatorianos y españoles principalmente.

### Diferencia con la escolástica colonial
La escolástica colonial se caracterizó por reusarse a aceptar la cosmología copernicana y defender el sistema ptolemaico a través de las modificaciones propuestas por Tycho Brahe. En este sentido uno de los principales exponentes de esta escolástica fue el padre Juan Bautista Aguirre que en su tratado "Física según la mente de Aristóteles" desarrollaría disputaciones enteras defendiendo el sistema ptolemaico. Para la segunda mitad del siglo XIX esto ya había superado y los inicios de la cosmología moderna que había empezado con Laplace se habían desarrollado lo suficiente como para sea aceptado de manera generalizada. Es más, uno de los principales aportes científicos durante este tiempo fue la apertura del Observatorio Astronómico de Quito y el inicio de los cursos de esta ciencia, encabezados por Juan Bautista Menten.

### Controversia con el darwinismo
Por otro lado, la teoría de la evolución de las especies que se había desarrollado durante estos años, todavía no gozaba de aceptación generalizada y fue fruto de controversia durante este tiempo. Fue justamente Theodor Wolf, un jesuita alemán, quien introdujo las ideas de Darwin en Ecuador en 1870, en un contexto de tensión entre la ciencia y el clero tradicional. La Universidad Politécnica de Quito, fue un espacio clave para la discusión del darwinismo. Sin embargo, la tensión aumentó cuando Wolf defendió públicamente la teoría, lo que llevó a su enfrentamiento con la Iglesia y su posterior salida de la Compañía de Jesús. A pesar de esto, Wolf continuó sus investigaciones de forma independiente, publicando importantes trabajos sobre las Islas Galápagos y la geografía de Ecuador.

### Integrismo católico
Manuel J. Proaño y Julio María Matovelle fueron figuras prominentes del integrismo y ultramontanismo en Ecuador durante el siglo XIX. No obstante, esto lo diferencia de la escolástica tradicional que se desarrolló bajo el contexto de una monarquía católica y se ocupaba de la relación entre el Rey y el Papa. Como ejemplo se puede ver los escritos del padre Gaspar de Villarroel titulados Gobierno Eclesiástico Pacífico, que tenía como subtítulo "union de los dos cuchillos Pontificio y Regio". Después de la independencia, la filosofía política basada en la escolástica tradicional sería reformada para poder aplicarse a las repúblicas, causa que sería impulsada por Proaño y Matovelle. Ambos defendieron una visión del catolicismo, donde la Iglesia debía tener un papel central en la sociedad y el Estado. Proaño, conocido por su fuerte oposición al liberalismo, abogó por la restauración del poder eclesiástico y la subordinación del Estado a la Iglesia. A través de su filosofía escolástica, siguiendo la distinción gnoseológica aristotélica afirmó que la política era la materia y la iglesia la forma, y que ambas debían integrarse dentro de una república cristiana. Matovelle, por su parte, fundó la Congregación de los Oblatos y promovió la consagración de Ecuador al Sagrado Corazón de Jesús, buscando impregnar la vida pública con valores católicos. Sostuvo afirmaciones similares a las de Proaño y los publicaría bajo el título de "Curso elemental de ciencias políticas". Además realizó una interpretación escatológica afirmando que el mundo pasaba de la iglesia de Sardis a la iglesia de Filadelfia, y esta era se caracterizaba por el amor, que está a su vez relacionado con el culto al Sagrado Corazón de Jesús. Esto sin embargo no fue unánime y González Suárez jugaría un rol clave durante la implantación del laicismo en Ecuador, buscando posiciones conciliadoras.